# Shinshokan
Shinshokan (新書館?)  è una casa editrice giapponese fondata nel 1961. Il nome in italiano è traducibile come "Nuova casa dei libri".

## Riviste pubblicate
- Clara
- Croisé
- Dance magazine
- Dear+
- Un Poco
- Hakkuruberii
- Saus
- Shousetsu wings
- TuTu (chiuso)
- Wings
- World figure skate